# Step Kazachski

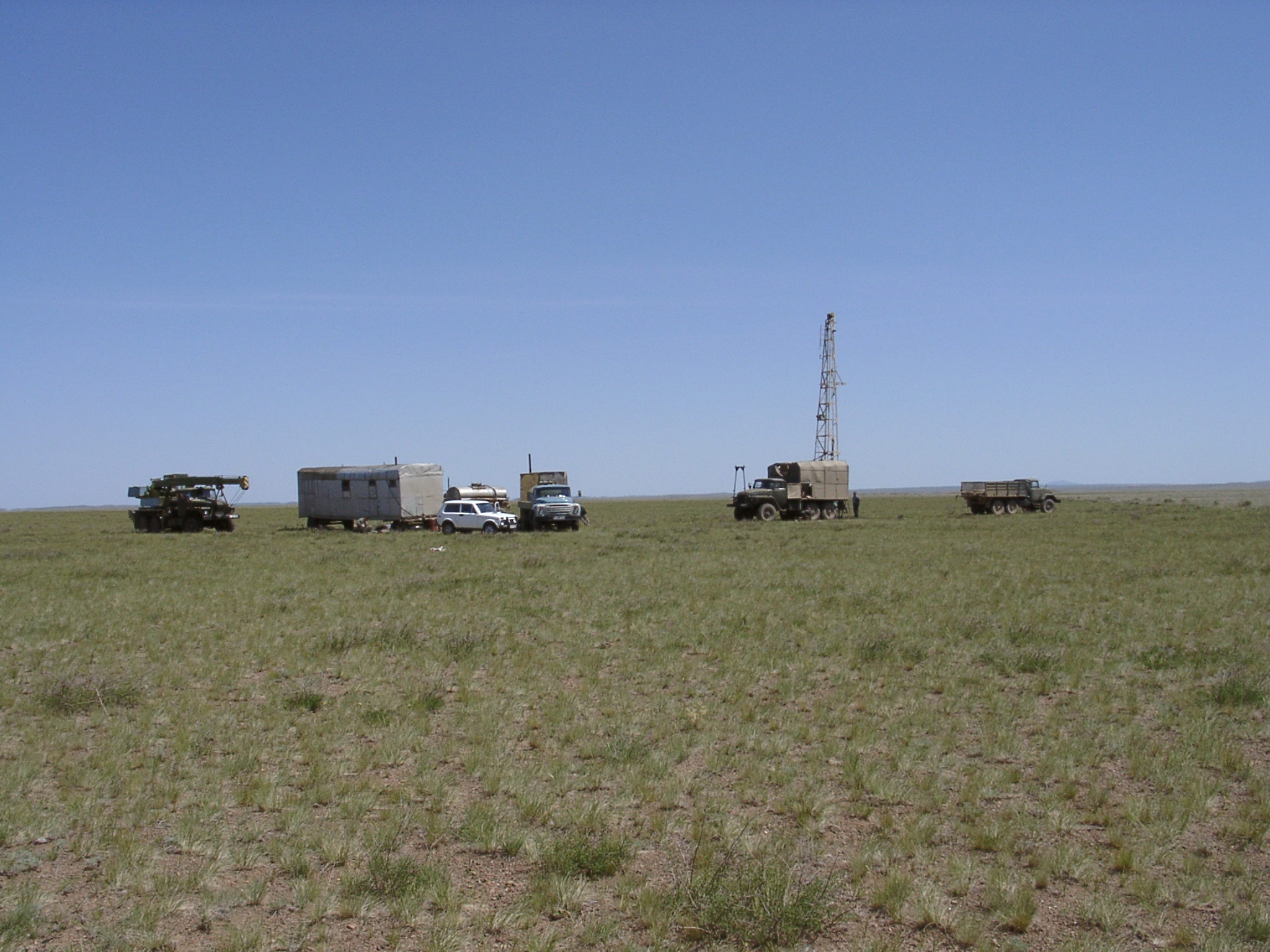
Ekipa geologiczna na stepie koło Semeju

Step Kazachski – region przyrodniczy i geograficzny na pograniczu Azji Centralnej i Azji Północnej, o powierzchni 804,5 tys. km² (największy obszar suchego stepu na świecie). Politycznie teren ten należy do Kazachstanu i Rosji. Jest bardzo rzadko zaludniony: od 2–3 osób na km² na zachodzie do 4–7 osób na km² na wschodzie.
Step Kazachski rozciąga się szerokim, równoleżnikowym pasem na południowym skraju Niziny Zachodniosyberyjskiej, od południowego Uralu do zachodnich stoków gór Ałtaj. Na zachodzie zajmuje północną część Niziny Turańskiej, teren stopniowo podnosi się na wschód, przechodząc w Pogórze Kazachskie. Jest on częścią Wielkiego Stepu leżącą między Stepem Pontyjskim na zachodzie a Wysoczyznami Kazachskimi na południowym wschodzie. Na północy wtapia się w Lasostep Kazachski, krainę przejściową między stepem a syberyjską tajgą. Na południe leżą pustynie środkowego Kazachstanu.
Step Kazachski ma suchy i skrajnie kontynentalny klimat. Temperatury wahają się od 26 °C w lipcu do −18 °C w styczniu. Opady wahają się od 200 mm rocznie na południu do 400 mm rocznie na północy. Występują bardzo silne wiatry. W tych warunkach klimatycznych step ten porastają głównie trawy, drzew jest bardzo mało, a częste są obszary nagiego piasku.
W 2008 stepy i jeziora północnego Kazachstanu zostały wpisane na listę światowego dziedzictwa UNESCO.